# Rya'c
Rya'c es un personaje extraterrestre de la raza Jaffa en la serie de televisión Stargate SG-1.

## Descripción
Rya'c es el hijo de Teal'c y Drey'auc, es un joven guerrero que quiere seguir los pasos de su padre y lograr la libertad de los Jaffa de la opresión Goa'uld. Siendo niño, su madre contó a Rya'c que su padre había muerto, pero lo que le pesó más es que su padre traicionara al dios Apophis.
Los intentos de Teal'c por prevenir la ceremonia de implantación de una larva (prim'tah) fueron nulos, ya que no pudo llegar a tiempo. Rya'c pasó a convertirse en un Jaffa a las órdenes de los Goa'uld, ya que ahora poseía un simbionte. Un año después, el chico fue apresado por Apophis que le lavó el cerebro haciendo creer que Teal'c era un traidor y que Apophis era un dios verdadero. Teal'c decidido a dejar el SG-I por recuperar a Rya'c, el SG-I le ayudó a recuperarlo, pero todo se trataba de una estratagema, para llevar un arma biológica a la Tierra que arrasaría a toda la población. Afortunadamente fue descubierto y posteriormente eliminado el control mental de Apophis mediante una descarga.
A partir de ese momento dejaron Chulak para no caer en manos de Apophis y vivieron una temporada en La Tierra de la Luz. Mientras crecía se sentía bajo la influencia de Apophis. Poco después los dos vivieron en un asentamiento Jaffa, pero Drey'auc murió porque su larva estaba madura y necesitaba otra larva para sustituirla.
Rya'c no vio a su padre durante la muerte de su madre. Esto le hizo perder fe en la lucha contra los Goa'uld y perder la confianza en su padre. Bra'tac le ayudará como maestro de Jaffas a entrenarse y ver la nueva vida que les espera. Durante una misión en la que Teal'c y Bra'tac querían destruir la nueva arma de Anubis y salvar la Tierra, Rya'c fue el factor decisivo, ya que burló a los centinelas con un planeador.
Rya'c sigue siendo discípulo de Bra'tac que le entrena para ser un guerrero y preparando la rebelión Jaffa.
- Datos: Q7887398